# Agylla pulchristriata

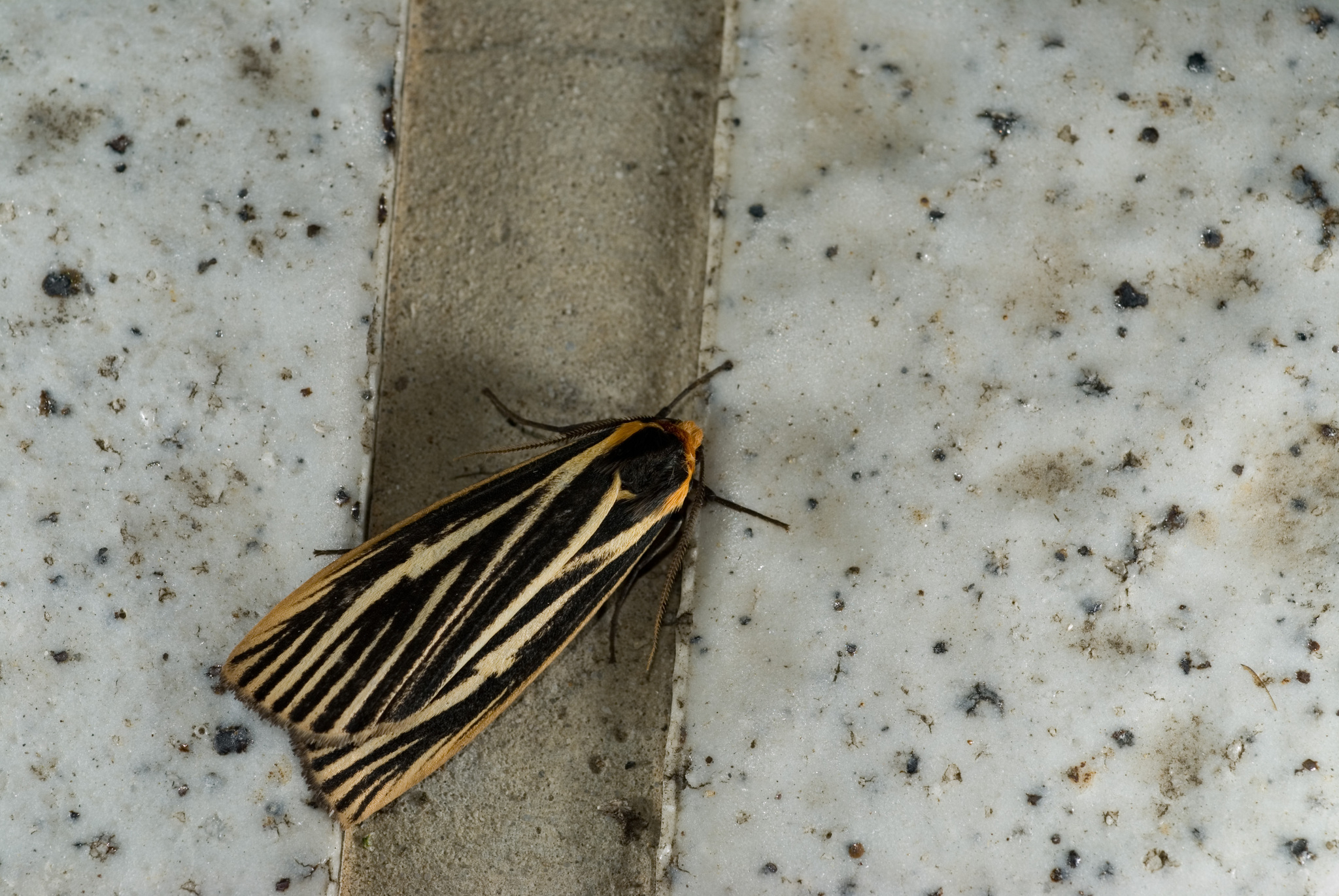

Agylla pulchristriata là một loài bướm đêm thuộc phân họ Arctiinae được mô tả lần đầu bởi Yasunori Kishida năm 1984. Loài này được phát hiện ở Đài Loan.